# Маріо Фрік (футболіст)
Маріо Фрік (нім. Mario Frick, нар. 7 вересня 1974, Кур) — ліхтенштейнський футболіст, що грав на позиції нападника, а згодом захисника. По завершенні ігрової кар'єри — тренер. З 2018 року очолює тренерський штаб команди «Вадуц».
Виступав, зокрема, за клуби «Базель» та «Сієна». Найкращий бомбардир в історії національної збірної Ліхтенштейну. Чотириразовий володар титулу Футболіст року в Ліхтенштейні.

## Клубна кар'єра
Народився 7 вересня 1974 року в місті Кур. Вихованець футбольної школи клубу «Бальцерс». Дорослу футбольну кар'єру розпочав 1990 року в основній команді того ж клубу, в якій провів чотири сезони, взявши участь у 121 матчі чемпіонату Ліхтенщтейну, в яких забив 49 голів. 
1994 року найперспективгніший нападник першості Ліхтенштейну перебрався до сусідньої Швейцарії, уклавши контракт з місцевим «Санкт-Галленом». У сильнішому чемпіонаті гравець не загубився і, хоча вже не демонстрував надвисокої результативності, за два роки змінив «Санкт-Галлен» на амбітніший «Базель».
Ще за три роки, у 1999, його новим клубом став «Цюрих», у якому він здобув свій перший на швейцарській землі трофей — тогорічний національний кубок.
А вже 2000 року розпочався італійський етап кар'єри Фріка — після одного сезону у третьоліговому «Ареццо» сезон 2001/02 він вже провів у «Вероні» у Серії A, ставши першим представником Ліхтенштейна у найвищій італійській футбольній лізі.
Згодом він провів чотири сезони у друголіговій «Тернані». А протягом 2006–2009 років знову грав у Серії A, цього разу за «Сієну», де досвідчений гравець зазвичай виходив у стартовому складі.
Влітку 2009 року контракт зі «Сієною» закінчився і 34-річний футболіст повернувся до Швейцарії, де знову грав у місцевий найвищій лізі, спочатку півтора сезони за «Санкт-Галлен», а згодом ще півроку за «Грассгоппер».
Залишивши останню команду влітку 2011 року, Фрік повернувся до «Бальцерса» і ще протягом шести сезонів допомагав рідній команді змагатися у третьому за силою швейцарському дивізіоні. Про завершення кар'єри оголосив у 41-річному віці влітку 2016.

## Виступи за збірну
1993 року дебютував в офіційних матчах у складі національної збірної Ліхтенштейну. Протягом кар'єри у національній команді, яка тривала 23 роки, провів у її формі 125 матчів, забивши 16 голів. За обома показниками на момент завершення кар'єри (у 41-річному віці) був рекордсменом, однак згодом за кількістю матчів його показник був перевершений воротарем Петером Єле.

## Кар'єра тренера
Розпочав тренерську кар'єру, ще продовжуючи грати на полі, 2012 року, ставши граючим тренером клубу «Бальцерс», де пропрацював по 2017 рік, коли був призначений очільником тренерського штабу юнацьких збірних Ліхтенштейну.
2018 року повернувся до клубної роботи, очоливши найтитулованішу ліхтенштейнську команду «Вадуц».
| Дата       | Місто              | Господарі            | Результат | Гості                | Турнір            | Голи | Примітки     |
| ---------- | ------------------ | -------------------- | --------- | -------------------- | ----------------- | ---- | ------------ |
| 26-10-1993 | Бальцерс           | Ліхтенштейн          | 0 – 2     | Естонія              | товариський матч  | -    |              |
| 20-4-1994  | Белфаст            | Північна Ірландія    | 4 – 1     | Ліхтенштейн          | Відбір до ЧЄ 1996 | -    |              |
| 27-5-1994  | Базель             | Швейцарія            | 2 – 0     | Ліхтенштейн          | Відбір до ЧЄ 1996 | -    |              |
| 7-9-1994   | Ешен (Ліхтенштейн) | Ліхтенштейн          | 0 – 4     | Австрія              | Відбір до ЧЄ 1996 | -    |              |
| 12-10-1994 | Дублін             | Ірландія             | 4 – 0     | Ліхтенштейн          | Відбір до ЧЄ 1996 | -    | 67'          |
| 15-11-1994 | Ешен (Ліхтенштейн) | Ліхтенштейн          | 0 – 1     | Латвія               | Відбір до ЧЄ 1996 | -    |              |
| 18-12-1994 | Лісабон            | Португалія           | 8 – 0     | Ліхтенштейн          | Відбір до ЧЄ 1996 | -    |              |
| 3-6-1995   | Ешен (Ліхтенштейн) | Ліхтенштейн          | 0 – 0     | Ірландія             | Відбір до ЧЄ 1996 | -    |              |
| 15-8-1995  | Ешен (Ліхтенштейн) | Ліхтенштейн          | 0 – 7     | Португалія           | Відбір до ЧЄ 1996 | -    |              |
| 6-9-1995   | Рига               | Латвія               | 1 – 0     | Ліхтенштейн          | Відбір до ЧЄ 1996 | -    | кап. 51'     |
| 24-4-1996  | Скоп'є             | Північна Македонія   | 3 – 0     | Ліхтенштейн          | Відбір до ЧС 1998 | -    | кап. 22'     |
| 4-6-1996   | Мангайм            | Німеччина            | 9 – 1     | Ліхтенштейн          | товариський матч  | -    | кап.         |
| 31-8-1996  | Ешен (Ліхтенштейн) | Ліхтенштейн          | 0 – 5     | Ірландія             | Відбір до ЧС 1998 | -    |              |
| 9-10-1996  | Вільнюс            | Литва                | 2 – 1     | Ліхтенштейн          | Відбір до ЧС 1998 | -    | кап. 5'      |
| 21-5-1997  | Дублін             | Ірландія             | 5 – 0     | Ліхтенштейн          | Відбір до ЧС 1998 | -    | кап. 38' 46' |
| 20-8-1997  | Ешен (Ліхтенштейн) | Ліхтенштейн          | 0 – 4     | Ісландія             | Відбір до ЧС 1998 | -    | кап.         |
| 6-9-1997   | Ешен (Ліхтенштейн) | Ліхтенштейн          | 1 – 8     | Румунія              | Відбір до ЧС 1998 | 1    | кап.         |
| 11-10-1997 | Рейк'явік          | Ісландія             | 4 – 0     | Ліхтенштейн          | Відбір до ЧС 1998 | -    |              |
| 2-6-1998   | Відень             | Австрія              | 6 – 0     | Ліхтенштейн          | товариський матч  | -    | кап.         |
| 10-10-1998 | Вадуц              | Ліхтенштейн          | 0 – 4     | Словаччина           | Відбір до ЧЄ 2000 | -    | 35'          |
| 14-10-1998 | Вадуц              | Ліхтенштейн          | 2 – 1     | Азербайджан          | Відбір до ЧЄ 2000 | 1    | кап.         |
| 27-3-1999  | Будапешт           | Угорщина             | 5 – 0     | Ліхтенштейн          | Відбір до ЧЄ 2000 | -    | кап.         |
| 31-3-1999  | Вадуц              | Ліхтенштейн          | 0 – 5     | Португалія           | Відбір до ЧЄ 2000 | -    | кап.         |
| 18-8-1999  | Вадуц              | Ліхтенштейн          | 0 – 0     | Боснія і Герцеговина | товариський матч  | -    | кап.         |
| 4-9-1999   | Вадуц              | Ліхтенштейн          | 0 – 0     | Угорщина             | Відбір до ЧЄ 2000 | -    | кап. 90'     |
| 8-9-1999   | Братислава         | Словаччина           | 2 – 0     | Ліхтенштейн          | Відбір до ЧЄ 2000 | -    | кап. 12'     |
| 9-10-1999  | Вадуц              | Ліхтенштейн          | 0 – 3     | Румунія              | Відбір до ЧЄ 2000 | -    | кап. 53'     |
| 26-4-2000  | Вадуц              | Ліхтенштейн          | 0 – 1     | Фарерські острови    | товариський матч  | -    | кап. 55'     |
| 7-6-2000   | Фрайбург           | Німеччина            | 8 – 2     | Ліхтенштейн          | товариський матч  | 1    | кап.         |
| 2-9-2000   | Рамат-Ган          | Ізраїль              | 2 – 0     | Ліхтенштейн          | Відбір до ЧС 2002 | -    |              |
| 7-10-2000  | Вадуц              | Ліхтенштейн          | 0 – 1     | Австрія              | Відбір до ЧС 2002 | -    |              |
| 28-2-2001  | Вадуц              | Ліхтенштейн          | 0 – 2     | Латвія               | товариський матч  | -    | кап.         |
| 28-3-2001  | Аліканте           | Іспанія              | 5 – 0     | Ліхтенштейн          | Відбір до ЧС 2002 | -    | кап.         |
| 28-3-2001  | Вадуц              | Ліхтенштейн          | 0 – 3     | Боснія і Герцеговина | Відбір до ЧС 2002 | -    |              |
| 25-4-2001  | Відень             | Австрія              | 2 – 0     | Ліхтенштейн          | Відбір до ЧС 2002 | -    | кап. 80'     |
| 21-8-2002  | Торсгавн           | Фарерські острови    | 3 – 1     | Ліхтенштейн          | товариський матч  | 1    |              |
| 8-9-2002   | Вадуц              | Ліхтенштейн          | 1 – 1     | Північна Македонія   | Відбір до ЧЄ 2004 | -    |              |
| 16-10-2002 | Стамбул            | Туреччина            | 5 – 0     | Ліхтенштейн          | Відбір до ЧЄ 2004 | -    |              |
| 29-3-2003  | Вадуц              | Ліхтенштейн          | 0 – 2     | Англія               | Відбір до ЧЄ 2004 | -    | 82'          |
| 2-4-2003   | Трнава             | Словаччина           | 4 – 0     | Ліхтенштейн          | Відбір до ЧЄ 2004 | -    | 60'          |
| 30-4-2003  | Вадуц              | Ліхтенштейн          | 1 – 0     | Саудівська Аравія    | товариський матч  | -    | 60'          |
| 7-6-2003   | Скоп'є             | Північна Македонія   | 3 – 1     | Ліхтенштейн          | Відбір до ЧЄ 2004 | -    |              |
| 20-8-2003  | Вадуц              | Ліхтенштейн          | 2 – 2     | Сан-Марино           | товариський матч  | 1    |              |
| 6-9-2003   | Вадуц              | Ліхтенштейн          | 0 – 3     | Туреччина            | Відбір до ЧЄ 2004 | -    |              |
| 10-9-2003  | Манчестер          | Англія               | 2 – 0     | Ліхтенштейн          | Відбір до ЧЄ 2004 | -    |              |
| 11-10-2003 | Вадуц              | Ліхтенштейн          | 0 – 2     | Словаччина           | Відбір до ЧЄ 2004 | -    | 80'          |
| 28-4-2004  | Серравалле         | Сан-Марино           | 1 – 0     | Ліхтенштейн          | товариський матч  | -    |              |
| 3-6-2004   | Вадуц              | Ліхтенштейн          | 0 – 2     | Греція               | товариський матч  | -    |              |
| 6-6-2004   | Цюрих              | Швейцарія            | 1 – 0     | Ліхтенштейн          | товариський матч  | -    |              |
| 18-8-2004  | Вадуц              | Ліхтенштейн          | 1 – 2     | Естонія              | Відбір до ЧС 2006 | -    |              |
| 3-9-2004   | Утрехт             | Нідерланди           | 3 – 0     | Ліхтенштейн          | товариський матч  | -    |              |
| 8-9-2004   | Братислава         | Словаччина           | 7 – 0     | Ліхтенштейн          | Відбір до ЧС 2006 | -    | кап.         |
| 10-9-2004  | Вадуц              | Ліхтенштейн          | 2 – 2     | Португалія           | Відбір до ЧС 2006 | -    | 90'          |
| 13-10-2004 | Люксембург         | Люксембург           | 0 – 4     | Ліхтенштейн          | Відбір до ЧС 2006 | 1    | 82'          |
| 17-11-2004 | Вадуц              | Ліхтенштейн          | 1 – 3     | Латвія               | Відбір до ЧС 2006 | 1    |              |
| 26-3-2005  | Вадуц              | Ліхтенштейн          | 1 – 2     | Росія                | Відбір до ЧС 2006 | -    |              |
| 4-6-2005   | Таллінн            | Естонія              | 2 – 0     | Ліхтенштейн          | Відбір до ЧС 2006 | -    |              |
| 8-6-2005   | Рига               | Латвія               | 1 – 0     | Ліхтенштейн          | Відбір до ЧС 2006 | -    |              |
| 3-9-2005   | Москва             | Росія                | 2 – 0     | Ліхтенштейн          | Відбір до ЧС 2006 | -    |              |
| 7-9-2005   | Вадуц              | Ліхтенштейн          | 3 – 0     | Люксембург           | Відбір до ЧС 2006 | 1    | 21'          |
| 8-10-2005  | Авейру             | Португалія           | 2 – 1     | Ліхтенштейн          | Відбір до ЧС 2006 | -    | 28'          |
| 7-6-2006   | Ульм               | Ліхтенштейн          | 1 – 3     | Австралія            | товариський матч  | -    |              |
| 16-8-2006  | Вадуц              | Ліхтенштейн          | 0 – 3     | Швейцарія            | товариський матч  | -    | 80'          |
| 2-9-2006   | Бадахос            | Іспанія              | 4 – 0     | Ліхтенштейн          | Відбір до ЧЄ 2008 | -    |              |
| 6-9-2006   | Гетеборг           | Швеція               | 3 – 1     | Ліхтенштейн          | Відбір до ЧЄ 2008 | 1    |              |
| 6-10-2006  | Вадуц              | Ліхтенштейн          | 1 – 2     | Австрія              | товариський матч  | 1    |              |
| 11-10-2006 | Вадуц              | Ліхтенштейн          | 0 – 4     | Данія                | Відбір до ЧЄ 2008 | -    |              |
| 14-11-2006 | Рексем             | Уельс                | 4 – 0     | Ліхтенштейн          | товариський матч  | -    | 82'          |
| 24-3-2007  | Вадуц              | Ліхтенштейн          | 1 – 4     | Північна Ірландія    | Відбір до ЧЄ 2008 | -    |              |
| 28-3-2007  | Вадуц              | Ліхтенштейн          | 1 – 0     | Латвія               | Відбір до ЧЄ 2008 | 1    |              |
| 2-6-2007   | Рейк'явік          | Ісландія             | 1 – 1     | Ліхтенштейн          | Відбір до ЧЄ 2008 | -    |              |
| 6-6-2007   | Вадуц              | Ліхтенштейн          | 0 – 2     | Іспанія              | Відбір до ЧЄ 2008 | -    |              |
| 22-8-2007  | Белфаст            | Північна Ірландія    | 3 – 1     | Ліхтенштейн          | Відбір до ЧЄ 2008 | 1    | кап.         |
| 12-9-2007  | Орхус              | Данія                | 4 – 0     | Ліхтенштейн          | Відбір до ЧЄ 2008 | -    | кап. 84'     |
| 13-10-2007 | Вадуц              | Ліхтенштейн          | 0 – 3     | Швеція               | Відбір до ЧЄ 2008 | -    | 74'          |
| 17-10-2007 | Вадуц              | Ліхтенштейн          | 3 – 0     | Ісландія             | Відбір до ЧЄ 2008 | 1    | 90'          |
| 17-11-2007 | Рига               | Латвія               | 4 – 1     | Ліхтенштейн          | Відбір до ЧЄ 2008 | -    |              |
| 26-3-2008  | Та-Калі            | Мальта               | 7 – 1     | Ліхтенштейн          | товариський матч  | -    | кап.         |
| 30-5-2008  | Санкт-Галлен       | Швейцарія            | 3 – 0     | Ліхтенштейн          | товариський матч  | -    | кап. 82'     |
| 6-9-2008   | Вадуц              | Ліхтенштейн          | 0 – 6     | Німеччина            | Відбір до ЧС 2010 | -    | кап.         |
| 10-9-2008  | Баку               | Азербайджан          | 0 – 0     | Ліхтенштейн          | Відбір до ЧС 2010 | -    | кап.         |
| 11-10-2008 | Кардіфф            | Уельс                | 2 – 0     | Ліхтенштейн          | Відбір до ЧС 2010 | -    | кап.         |
| 19-11-2008 | Жиліна             | Словаччина           | 4 – 0     | Ліхтенштейн          | товариський матч  | -    | кап. 70'     |
| 11-2-2009  | Ла-Манга           | Ісландія             | 2 – 0     | Ліхтенштейн          | товариський матч  | -    | кап. 87'     |
| 28-3-2009  | Лейпциг            | Німеччина            | 4 – 0     | Ліхтенштейн          | Відбір до ЧС 2010 | -    | кап. 51'     |
| 1-4-2009   | Вадуц              | Ліхтенштейн          | 0 – 1     | Росія                | Відбір до ЧС 2010 | -    | кап.         |
| 6-6-2009   | Гельсінкі          | Фінляндія            | 2 – 1     | Ліхтенштейн          | Відбір до ЧС 2010 | 1    | кап.         |
| 12-8-2009  | Вадуц              | Ліхтенштейн          | 0 – 3     | Португалія           | товариський матч  | -    | кап. 64'     |
| 5-9-2009   | Санкт-Петербург    | Росія                | 3 – 0     | Ліхтенштейн          | Відбір до ЧС 2010 | -    | кап.         |
| 9-9-2009   | Вадуц              | Ліхтенштейн          | 1 – 1     | Фінляндія            | Відбір до ЧС 2010 | -    | кап. 90'     |
| 14-10-2009 | Вадуц              | Ліхтенштейн          | 0 – 2     | Уельс                | Відбір до ЧС 2010 | -    | кап.         |
| 14-11-2009 | Вінковці           | Хорватія             | 5 – 0     | Ліхтенштейн          | товариський матч  | -    | кап. 37'     |
| 11-8-2010  | Рейк'явік          | Ісландія             | 1 – 1     | Ліхтенштейн          | товариський матч  | -    | кап.         |
| 3-9-2010   | Вадуц              | Ліхтенштейн          | 0 – 4     | Іспанія              | Відбір до ЧЄ 2012 | -    | кап.         |
| 7-9-2010   | Глазго             | Шотландія            | 2 – 1     | Ліхтенштейн          | Відбір до ЧЄ 2012 | 1    | кап. 67'     |
| 12-10-2010 | Вадуц              | Ліхтенштейн          | 0 – 2     | Чехія                | Відбір до ЧЄ 2012 | -    | кап.         |
| 17-11-2010 | Таллінн            | Естонія              | 1 – 1     | Ліхтенштейн          | товариський матч  | 1    | кап. 27'     |
| 9-2-2011   | Серравалле         | Сан-Марино           | 0 – 1     | Ліхтенштейн          | товариський матч  | -    | кап.         |
| 29-3-2011  | Чеське Будейовице  | Чехія                | 2 – 0     | Ліхтенштейн          | Відбір до ЧЄ 2012 | -    | кап.         |
| 10-8-2011  | Вадуц              | Ліхтенштейн          | 1 – 2     | Швейцарія            | товариський матч  | -    | кап. 90'     |
| 2-9-2011   | Каунас             | Литва                | 0 – 0     | Ліхтенштейн          | Відбір до ЧЄ 2012 | -    | кап. 86'     |
| 6-9-2011   | Логроньо           | Іспанія              | 6 – 0     | Ліхтенштейн          | Відбір до ЧЄ 2012 | -    | кап.         |
| 8-10-2011  | Вадуц              | Ліхтенштейн          | 0 – 1     | Шотландія            | Відбір до ЧЄ 2012 | -    | кап.         |
| 11-11-2011 | Будапешт           | Угорщина             | 5 – 0     | Ліхтенштейн          | товариський матч  | -    | кап. 83'     |
| 29-2-2012  | Та-Калі            | Мальта               | 2 – 1     | Ліхтенштейн          | товариський матч  | -    | кап.         |
| 14-8-2012  | Вадуц              | Ліхтенштейн          | 1 – 0     | Андорра              | товариський матч  | -    | кап. 82'     |
| 22-3-2013  | Вадуц              | Ліхтенштейн          | 1 – 1     | Латвія               | Відбір до ЧС 2014 | -    | кап.         |
| 4-6-2013   | Краків             | Польща               | 2 – 0     | Ліхтенштейн          | товариський матч  | -    | кап. 46'     |
| 7-6-2013   | Вадуц              | Ліхтенштейн          | 1 – 1     | Словаччина           | Відбір до ЧС 2014 | -    | кап. 24'     |
| 14-8-2013  | Вадуц              | Ліхтенштейн          | 2 – 3     | Хорватія             | товариський матч  | -    | кап. 46'     |
| 6-9-2013   | Вадуц              | Ліхтенштейн          | 0 – 1     | Греція               | Відбір до ЧС 2014 | -    | кап. 25'     |
| 19-11-2013 | Вадуц              | Ліхтенштейн          | 0 – 3     | Естонія              | товариський матч  | -    | кап. 46'     |
| 5-3-2014   | Тбілісі            | Грузія               | 2 – 0     | Ліхтенштейн          | товариський матч  | -    | кап. 46'     |
| 4-9-2014   | Тузла (місто)      | Боснія і Герцеговина | 3 – 0     | Ліхтенштейн          | товариський матч  | -    | кап.         |
| 8-9-2014   | Хімки              | Росія                | 4 – 0     | Ліхтенштейн          | Відбір до ЧЄ 2016 | -    | кап. 27'     |
| 9-10-2014  | Вадуц              | Ліхтенштейн          | 0 – 0     | Чорногорія           | Відбір до ЧЄ 2016 | -    | кап. 87'     |
| 12-10-2014 | Стокгольм          | Швеція               | 2 – 0     | Ліхтенштейн          | Відбір до ЧЄ 2016 | -    | кап. 49'     |
| 27-3-2015  | Вадуц              | Ліхтенштейн          | 0 – 5     | Австрія              | Відбір до ЧЄ 2016 | -    | кап.         |
| 31-3-2015  | Ешен (Ліхтенштейн) | Ліхтенштейн          | 1 – 0     | Сан-Марино           | товариський матч  | -    | кап. 73'     |
| 10-6-2015  | Тун                | Швейцарія            | 3 – 0     | Ліхтенштейн          | товариський матч  | -    | кап.         |
| 14-6-2015  | Вадуц              | Ліхтенштейн          | 1 – 1     | Молдова              | Відбір до ЧЄ 2016 | -    | кап.         |
| 5-9-2015   | Подгориця          | Чорногорія           | 2 – 0     | Ліхтенштейн          | Відбір до ЧЄ 2016 | -    | кап. 22'     |
| 8-9-2015   | Вадуц              | Ліхтенштейн          | 0 – 7     | Росія                | Відбір до ЧЄ 2016 | -    | кап.         |
| 9-10-2015  | Вадуц              | Ліхтенштейн          | 0 – 2     | Швеція               | Відбір до ЧЄ 2016 | -    | кап.         |
| 12-10-2015 | Відень             | Австрія              | 3 – 0     | Ліхтенштейн          | Відбір до ЧЄ 2016 | -    | кап.         |
| Усього     |                    | Матчів (2 місце)     | 125       |                      | Голів (1 місце)   | 16   |              |

## Титули і досягнення

### Команді
Гравець
- Володар Кубка Швейцарії (1):

«Цюрих»: 1999-2000
Тренер
- Володар Кубка Ліхтенштейну (1):

«Вадуц»: 2019-2020

### Особисті
- Найкращий футболіст Ліхтенштейну (4):

1993-1994, 1998-1999, 2001-2002, 2006-2007